# Gerry Foley
Pour les articles homonymes, voir Foley.
Gerry Foley (né le 22 septembre 1932 à Ware, dans l'état du Massachusetts aux États-Unis et mort le 8 décembre 2021) est un joueur professionnel américain de hockey sur glace.

## Carrière en club
En 1951, il commence sa carrière avec les Teepees de Saint Catharines dans la AHO. Il passe professionnel avec les Bombers de Seattle dans la WHL en 1951.

## Statistiques
| Saison     | Équipe                      | Ligue      |     | Saison régulière | Saison régulière | Saison régulière | Saison régulière | Saison régulière |   | Séries éliminatoires | Séries éliminatoires | Séries éliminatoires | Séries éliminatoires | Séries éliminatoires |
| Saison     | Équipe                      | Ligue      | PJ  | B                | A                | Pts              | Pun              | PJ               | B | A                    | Pts                  | Pun                  |                      |                      |
| 1951-1952  | Teepees de Saint Catharines | PCHL       | 53  | 13               | 23               | 36               | 0                | -                | - | -                    | -                    | -                    |                      |                      |
| 1952-1953  | Bombers de Seattle          | WHL        | 70  | 29               | 30               | 59               | 46               | 5                | 1 | 2                    | 3                    | 0                    |                      |                      |
| 1953-1954  | Sénateurs d'Ottawa          | LHQ        | 43  | 9                | 6                | 15               | 57               | 22               | 7 | 4                    | 11                   | 14                   |                      |                      |
| 1953-1954  | Hornets de Pittsburgh       | LAH        | 16  | 1                | 3                | 4                | 13               | -                | - | -                    | -                    | -                    |                      |                      |
| 1954-1955  | Hornets de Pittsburgh       | LAH        | 61  | 16               | 21               | 37               | 61               | 10               | 5 | 3                    | 8                    | 8                    |                      |                      |
| 1954-1955  | Maple Leafs de Toronto      | LNH        | 4   | 0                | 0                | 0                | 8                | -                | - | -                    | -                    | -                    |                      |                      |
| 1955-1956  | Hornets de Pittsburgh       | LAH        | 59  | 29               | 29               | 58               | 109              | 3                | 2 | 0                    | 2                    | 2                    |                      |                      |
| 1956-1957  | Rangers de New York         | LNH        | 69  | 7                | 9                | 16               | 48               | 3                | 0 | 0                    | 0                    | 0                    |                      |                      |
| 1957-1958  | Rangers de New York         | LNH        | 68  | 2                | 5                | 7                | 43               | 6                | 0 | 1                    | 1                    | 2                    |                      |                      |
| 1958-1959  | Bisons de Buffalo           | LAH        | 68  | 9                | 22               | 31               | 36               | 11               | 5 | 2                    | 7                    | 15                   |                      |                      |
| 1959-1960  | Indians de Springfield      | LAH        | 31  | 5                | 13               | 18               | 7                | 10               | 1 | 6                    | 7                    | 4                    |                      |                      |
| 1960-1961  | Indians de Springfield      | LAH        | 53  | 15               | 29               | 44               | 27               | 3                | 1 | 4                    | 5                    | 0                    |                      |                      |
| 1961-1962  | Wolves de Sudbury           | EPHL       | 58  | 18               | 34               | 52               | 36               | 5                | 2 | 5                    | 7                    | 0                    |                      |                      |
| 1962-1963  | Indians de Springfield      | LAH        | 51  | 11               | 13               | 24               | 18               | -                | - | -                    | -                    | -                    |                      |                      |
| 1963-1964  | Indians de Springfield      | LAH        | 62  | 8                | 18               | 26               | 26               | -                | - | -                    | -                    | -                    |                      |                      |
| 1964-1965  | Indians de Springfield      | LAH        | 72  | 21               | 34               | 55               | 30               | -                | - | -                    | -                    | -                    |                      |                      |
| 1965-1966  | Indians de Springfield      | LAH        | 49  | 12               | 14               | 26               | 26               | 6                | 3 | 1                    | 4                    | 6                    |                      |                      |
| 1966-1967  | Indians de Springfield      | LAH        | 71  | 25               | 33               | 58               | 39               | 4                | 1 | 0                    | 1                    | 0                    |                      |                      |
| 1967-1968  | Kings de Springfield        | LAH        | 51  | 10               | 24               | 34               | 16               | -                | - | -                    | -                    | -                    |                      |                      |
| 1968-1969  | Spurs de Denver             | WHL        | 51  | 10               | 24               | 34               | 16               | -                | - | -                    | -                    | -                    |                      |                      |
| 1968-1969  | Kings de Los Angeles        | LNH        | 1   | 0                | 0                | 0                | 0                | -                | - | -                    | -                    | -                    |                      |                      |
| Totaux LNH | Totaux LNH                  | Totaux LNH | 142 | 9                | 14               | 23               | 99               | 9                | 0 | 1                    | 1                    | 2                    |                      |                      |

## Trophées et distinctions

### Ligue américaine de hockey
- Il remporte la Coupe Calder avec les Hornets de Pittsburgh en 1954-1955.

- Il remporte la Coupe Calder avec les Indians de Springfield en 1959-1960 et en 1960-1961.

### Western Hockey League (1952-1974)
- Il remporte le Trophée de la recrue en 1952-1953.